# 1. deild islandzka w piłce nożnej (1956)
Sezon 1956 był 45. sezonem o mistrzostwo Islandii. Drużyna KR nie obroniła tytułu mistrzowskiego, zdobył go zespół Valur, zdobywając w pięciu meczach dziewięć punktów. Po sezonie spadł zajmujący ostatnie miejsce zespół Víkingur Reykjavík.

## Drużyny
Po sezonie 1955 z ligi spadł zespół Þróttur Reykjavík, z 2. deild awansowała natomiast drużyna ÍBA Akureyri wobec czego do sezonu 1956 ponownie przystąpiło sześć zespołów.
| Uczestnicy poprzedniej edycji                                                                                 | Uczestnicy poprzedniej edycji | Uczestnicy poprzedniej edycji | Uczestnicy poprzedniej edycji |
| --- | ----------------------------- | ----------------------------- | ----------------------------- |
| KRE | KR                            | 1                             |                               |
| ÍA | Akraness                      | 2                             |                               |
| VAL | Valur                         | 3                             |                               |
| VÍR | Víkingur Reykjavík            | 4                             |                               |
| FRA | Fram                          | 5                             |                               |
| Awans z 2. deild                                                                                              |                               |                               |                               |
| ÍBA | ÍBA Akureyri                  | 1                             |                               |
| Oznaczenia: - kolumna pierwsza – skróty nazw drużyn, - kolumna trzecia – miejsce zajęte w poprzednim sezonie. |                               |                               |                               |

## Tabela
| Lp. | Drużyna                | M | Z | R | P | Bramki | Bramki | Różn. | Pkt     | Uwagi              |
| --- | ---------------------- | - | - | - | - | ------ | ------ | ----- | ------- | ------------------ |
| 1   | Valur (M)              | 5 | 4 | 1 | 0 | 14     | 6      | +8    | 9\|\|\| |                    |
| 2   | KR                     | 5 | 3 | 2 | 0 | 14     | 8      | +6    | 8       |                    |
| 3   | Akraness               | 5 | 3 | 1 | 1 | 17     | 6      | +11   | 7       |                    |
| 4   | Fram                   | 5 | 2 | 0 | 3 | 10     | 12     | −2    | 4       |                    |
| 5   | ÍBA Akureyri           | 5 | 1 | 0 | 4 | 3      | 13     | −10   | 2       |                    |
| 6   | Víkingur Reykjavík (S) | 5 | 0 | 0 | 5 | 6      | 19     | −13   | 0       | Spadek do 2. deild |

## Wyniki
| Gospodarz \ Gość   | ÍA  | FRA | ÍBA | KRE | VAL | VÍR |
| Akraness           |     | 2:0 |     |     | 2:3 | 4:0 |
| Fram               |     |     | 2:0 | 2:3 |     |     |
| ÍBA Akureyri       | 0:6 |     |     |     | 0:1 |     |
| KR                 | 3:3 |     | 3:0 |     |     | 4:2 |
| Valur              |     | 5:2 |     | 1:1 |     | 4:1 |
| Víkingur Reykjavík |     | 2:4 | 1:3 |     |     |     |

Źródło: Knattspyrnusamband Íslands (isl.)
Objaśnienia:
1Drużyna gospodarzy jest wymieniona po lewej stronie tabeli.
Kolory: zielony – zwycięstwo gospodarzy, żółty – remis, różowy – zwycięstwo gości.

## Najlepsi strzelcy
| Bramki | Strzelcy            | Drużyna  |
| ------ | ------------------- | -------- |
| 6      | Þórður Þórðarson    | Akraness |
| 6      | Sigurður Bergsson   | KR       |
| 5      | Dagbjartur Grímsson | Fram     |
| 5      | Þórður Jónsson      | Akraness |